# Джуронг (водохранилище)
Джуронг (англ. Jurong Lake, кит. 裕廊湖, малайск. Tasik Jurong; там. ஜூரோங் ஏரி) — водохранилище на одноимённой реке в Западном регионе Сингапура. Площадь — 0,7 км². Играет ключевую роль в водоснабжении страны. Вокруг располагаются парки и сады. Купание и рыбалка запрещены.
Главными достопримечательностями водохранилища являются Китайский и Японский сады, расположенные на искусственных островах и соединённые мостом. Здесь также находится Научный центр Сингапура и 18-луночное поле для гольфа.